# Frivilligt Drenge- og Pige-Forbund
FDF ist eine christliche Kinder- und Jugendorganisation in Dänemark und im angrenzenden Südschleswig mit ca. 24.000 Mitgliedern. Die Abkürzung FDF steht für Frivilligt Drenge- og Pige-Forbund, was übersetzt „Freiwilliger Jungen- und Mädchenverband“ bedeutet.

## Struktur
Altersklassen
In FDF gibt es für die Kinder unterschiedliche Altersklassen. Ab 18 Jahren kann man Gruppenleiter werden.
| Altersklasse | Von       | Bis       |
| ------------ | --------- | --------- |
| Pusling      | 5 Jahre   | 0. Klasse |
| Tumling      | 1. Klasse | 2. Klasse |
| Pilt         | 3. Klasse | 4. Klasse |
| Væbner       | 5. Klasse | 6. Klasse |
| Seniorvæbner | 7. Klasse | 8. Klasse |
| Senior       | 9. Klasse | 18 Jahre  |

## Geschichte
FDF wurde am 27. Oktober 1902 in Frederiksberg von Holger Tornøe und Ludvig Valentiner gegründet und ist damit Dänemarks ältester uniformierter Kinder- und Jugendverband. Zunächst war FDF als „Frivilligt Drenge Forbund“ ein reiner Jungenverband. Am 5. Juni 1952 wurde der Mädchenverband FPF, der „Frivilligt Pige Forbund“, als Gegenstück zu FDF von Signe Larsen und Willy Gravesen gegründet. 1974 schlossen sich beide Verbände zum FDF/FPF zusammen. 1994 vereinfachte man den Namen zur heutigen Form FDF.

## Internationale Partnerschaften
FDF ist Mitglied in der fimcap und der European Fellowship. Schwesterorganisationen im deutschsprachigen Raum sind damit die Katholische junge Gemeinde (KjG) in Deutschland, Jungwacht Blauring (Jubla) in der Schweiz und die Katholische Jungschar Österreichs (KJSÖ).

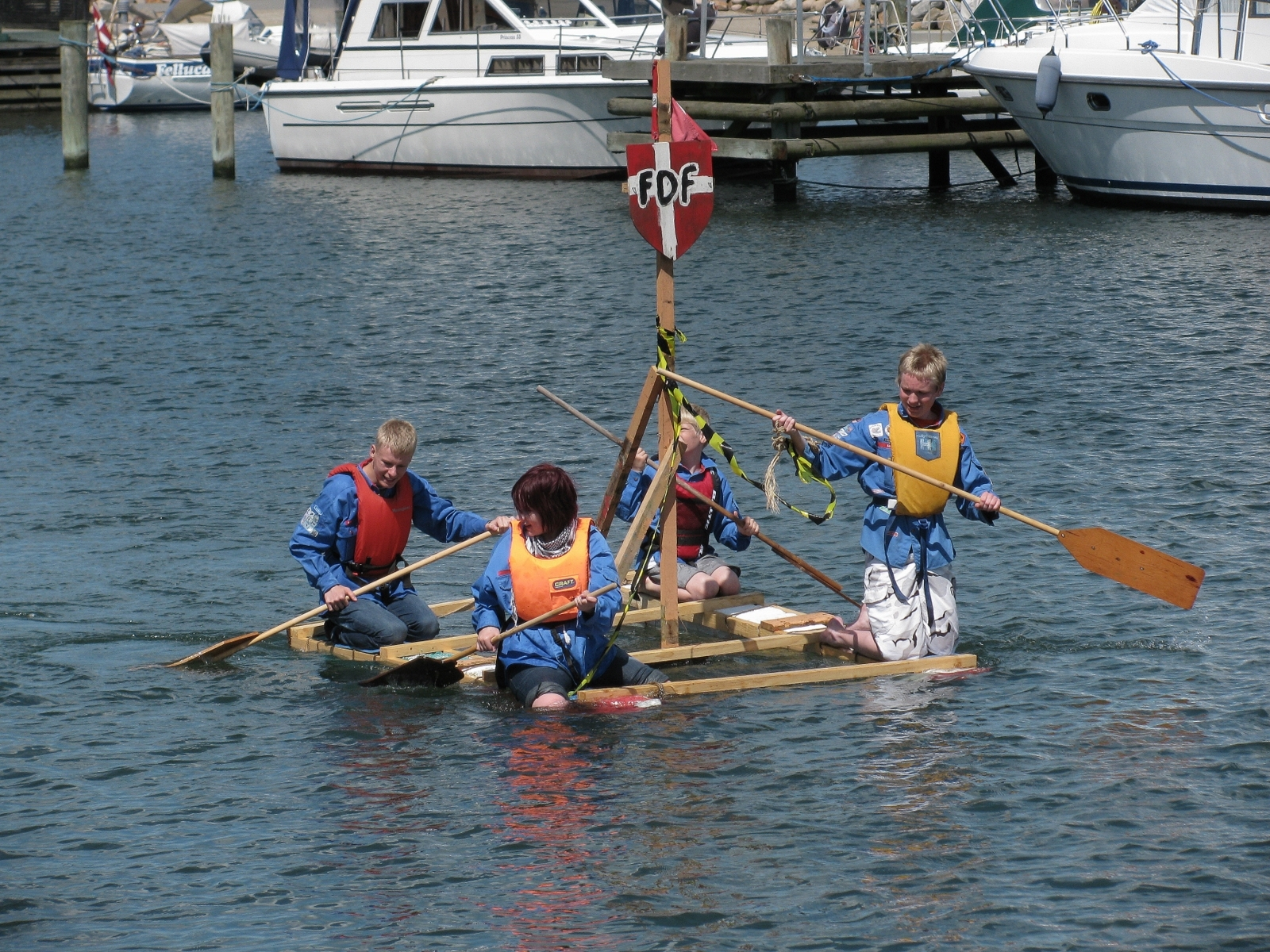
FDF
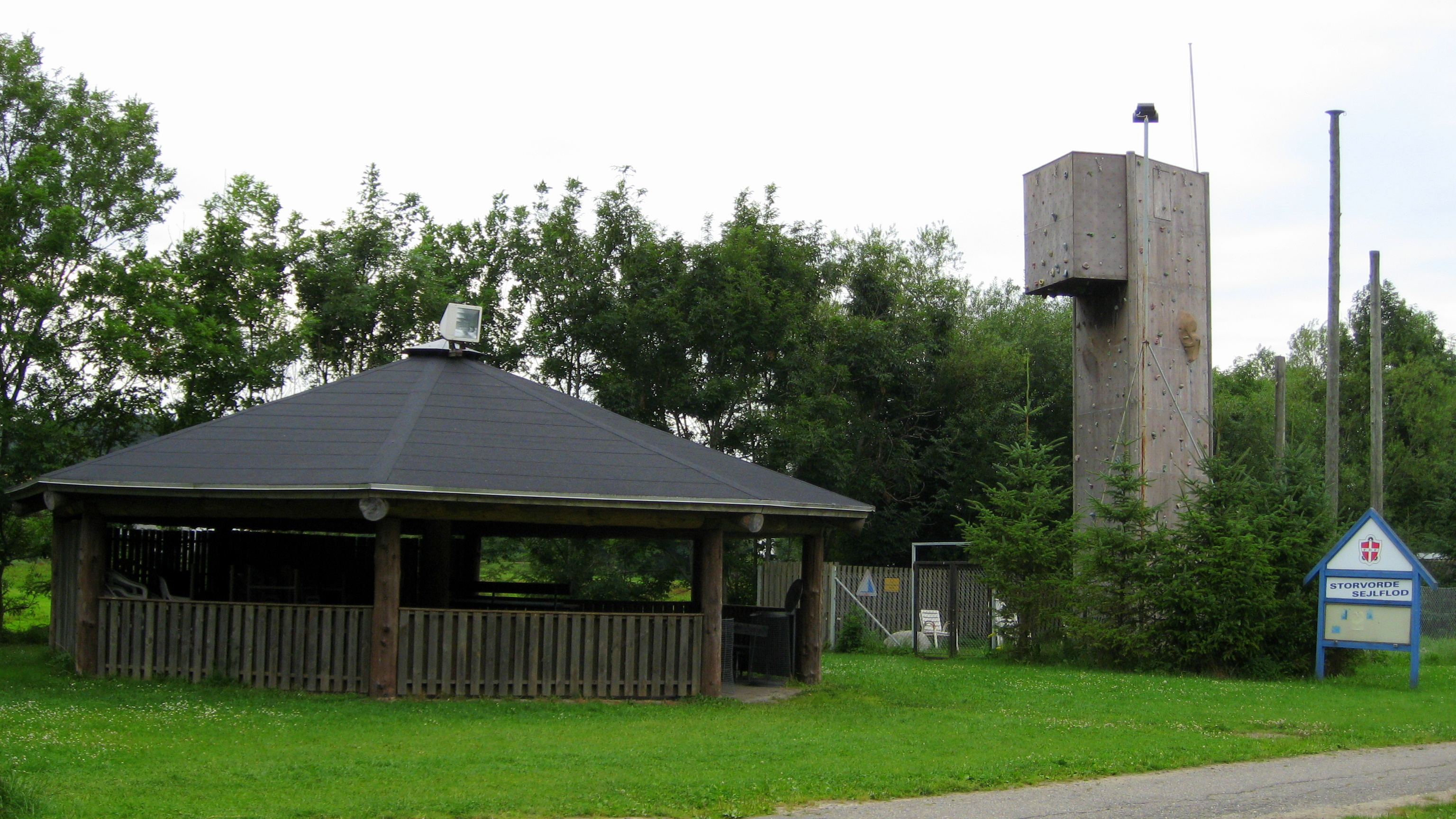